# جزيرة كلاه
جزيرة كلاه وهي جزيرة من جزر إندونيسيا، وتقع في مدينة سابانغ إقليم آتشيه.